# Кайлін Вітні
Кайлін Вітні (9 березня 1998 , Кіссіммі, Флорида ) — американська легкоатлетка, що спеціалізується на бігу на короткі дистанції, олімпійська чемпіонка 2020 року.

## Кар'єра
| Рік             | Змагання                      | Місце проведення      | Місце           | Дисципліна                   | Результат       | Примітки        |
| Представник США | Представник США               | Представник США       | Представник США | Представник США              | Представник США | Представник США |
| --------------- | ----------------------------- | --------------------- | --------------- | ---------------------------- | --------------- | --------------- |
| 2014            | Чемпіонат світу серед юніорів | Юджин, США            | 3               | біг на 100 метрів            | 11.45           |                 |
| 2014            | 1                             | біг на 200 метрів     | 22.82           |                              |                 |                 |
| 2014            | 1                             | естафета 4×100 метрів | 43.46           |                              |                 |                 |
| 2015            | Панамериканські ігри          | Торонто, Канада       | 1               | біг на 200 метрів            | 22.65           |                 |
| 2015            | 1                             | естафета 4×100 метрів | 42.58           |                              |                 |                 |
| 2021            | Олімпійські випробування США  | Юджин, США            | 5               | біг на 400 метрів            | 50.29           |                 |
| 2021            | Олімпійські ігри              | Токіо, Японія         | 1 (з.)          | естафета 4×400 метрів        | 3.20,86         | SB              |
| 2021            | Олімпійські ігри              | Токіо, Японія         | 3               | естафета 4×400 метрів, мікст | 3.10,22         | SB              |